# حنظلة بن أسعد الشبامي
حنظلة بن أسعد الشبامي (توفي في 61هـ/ 680 م) كان من أصحاب الحسين بن علي، شارك معه في معركة كربلاء. وكان من وجهاء الشيعة في الكوفة، ووُصف بالشجاعة، وكان معلمًا للقرآن.

## حياته

### نسبه
هو حنظلة بن أسعد بن شبام بن عبد الله بن أسعد بن حاشد بن همدان الهَمْداني الشِبامي

## مقتله
قال الطبري في تاريخه: 
وكان حنظلة يحمي الحسين من السهام والرماح، وبعد مقتل العديد من أصحاب الحسين ذهب إلى ميدان المعركة وقاتل حتى قُتل.